# Kongos befrielserörelse
Kongos befrielserörelse, (le Mouvement de Libération Congolais, MLC) är ett politiskt parti i Kongo-Kinshasa, lett av Jean-Pierre Bemba. Partihögkvarteret ligger i staden Gbadolite.

## Historia

### Andra Kongokriget
Under det Andra Kongokriget var MLC en av de rebellgrupper som bekämpade centralregeringen.
Man lyckades, med stöd av den ugandiska regeringen, kontrollera stora delar av norra Kongo. Sin viktigaste stödjepunkt hade gruppen i provinsen Équateur. 

### Strider och övergrepp i Centralafrikanska republiken
2002 bad Centralafrikanska Republikens president Ange-Félix Patassé MLC om hjälp att krossa ett kuppförsök i hans land. En utredning vid Internationella brottmålsdomstolen i Haag har visat att MLC-soldater begick övergrepp på misstänkta upprorsmän och organiserade våldtäkter i denna konflikt. I mars 2003 störtades Patassé, och regeringen som övertog makten väckte åtal mot MLC och dess ledare Bemba i september 2004. Eftersom man inte lyckades häkta honom lämnades ärendet också till Internationella brottmålsdomstolen, och i maj 2008 greps Bemba i Bryssel, anklagad för krigsbrott och brott mot mänskligheten.

### Politisk verksamhet
Vid krigsslutet i Kongo fick MLC plats i övergångsregeringen. De båda MLC-befälhavarna Malik Kijege och Dieudonné Amuli Bahigwa tilldelades militära toppositioner medan MLC:s ledare Bemba utsågs till en av fyra vicepresidenter. I dag är MLC det ledande oppositionspartiet i landet.